# محمد المقابي
محمد جاسم المقابي (ولد في 14 يوليو 1988) هو لاعب كرة يد بحريني يلعب لصالح نادي باربار البحريني ومنتخب البحرين لكرة اليد.
شارك في بطولة العالم لكرة اليد للرجال 2017 حيث ساهم في احتلال منتخب البحرين المركز الثالث والعشرون.